# Lutzomyia davisi
Lutzomyia davisi är en tvåvingeart som först beskrevs av Root F. M. 1934.  Lutzomyia davisi ingår i släktet Lutzomyia och familjen fjärilsmyggor. Inga underarter finns listade i Catalogue of Life.